# Chleb i proch
Chleb i proch. Wędrówka przez góry Gruzji (ang. Bread And Ashes: A Walk Through the Mountains of Georgia) – książka z 2003 roku z gatunku literatury podróżniczej. Reportaż z podróży, jaką odbył Tony Anderson do Gruzji, opatrzona zdjęciami towarzyszącego mu Chrisa Willoughby’ego.
Książka jest relacją z podróży, jaką odbył Tony Anderson w lecie 1998 roku w góry Gruzji, gdzie dotarł do zapomnianych plemion – Raczów, Chewsurów, Megrelów Tuszynów  i Swanów. Ich kultura, obyczaje i dawne wierzenia przetrwały mimo niszczącej polityki komunistycznych władz radzieckich oraz politycznych wydarzeń po upadku Związku Radzieckiego. 
Pomimo zawirowań historycznych i politycznych te niewielkie plemiona kaukaskie przetrwały i dalej kultywują swoje tradycje i korzenie antyczne. Autor opisuje w książce niezwykłość dzisiejszych Gruzinów, silnie wrosłych w swoje małe ojczyzny, wylewnie gościnnych, co różnie jest odbierane przez obcokrajowców. Anderson relacjonuje własne doświadczenia z podróży, podczas których poznał wielu tamtejszych mieszkańców, którzy bez oporu, czy skrępowania zapraszali go do własnych domów i oferowali różnorodne, tradycyjne potrawy i trunki. Dla Gruzinów taka gościnność stanowi swoisty rytuał, czy wręcz świętość. Tłem, dla wesołych i głośnych biesiad, jest kaukaska architektura, ukształtowanie terenu i przyroda. Dziennikarz pragnie przybliżyć czytelnikowi, który często kojarzy Gruzję głównie z Tbilisi, piękno Gruzji, jej porośnięte trawami zbocza gór, miasta, twierdze obronne, wysokie wieże i zaciszne klasztory. Anderson ukazuje krajobrazy, wydobywając z nich wyjątkowość i urok.  
Chleb i proch nie jest tylko relacją z podróży, autor ukazuje czytelnikowi zawiłą historię i tajniki regionalnej polityki. Gruzja, jako kraj doświadczony przez los, nadal jest pełna życia. Anderson przedstawił naród, którego dzieje mają korzenie głęboko w przeszłości, dużo głębiej niż historia wielu innych europejskich państw, pomimo tego cechuje się żywiołowością i energią.
Książka wzbogacona jest w mapy, dzięki którym czytelnik może śledzić przebieg odbytej trasy. Zawiera też fotografie autorstwa Chrisa Willoughby'ego, który towarzyszył w podróży Andersona. Zmarł w 2000 r., niespełna trzy lata przez wydaniem książki. Zdjęcia ilustrujące ich wyprawy do Gruzji mają podwójny wymiar - ukazują piękno gór i ich mieszkańców, ale też są hołdem dla przyjaciela, z którym dziennikarz dzielił swoje doświadczenia. Polskie wydanie z 2013 r. zawiera przedmowę Andersona, opisującą jego stosunek do obecnej historii Gruzji, do której nie nawiązuje w treści reportaż.  